# Abu Dardah
Abu Dardah (tiếng Ả Rập: أبو دردة) là một ngôi làng Syria nằm ở Hama Nahiyah thuộc huyện Hama ở Hama.Theo Cục Thống kê Trung ương Syria (CBS), Abu Dardah có dân số 486 người trong cuộc điều tra dân số năm 2004.